# Canton de Marseille-2
Le canton de Marseille-2 est une circonscription électorale française du département des Bouches-du-Rhône créée par le décret du 27 février 2014 et entrée en vigueur lors des élections départementales de 2015.

## Histoire
Un nouveau découpage territorial des Bouches-du-Rhône entre en vigueur à l'occasion des élections départementales de mars 2015, défini par le décret du 27 février 2014, en application des lois du 17 mai 2013 (loi organique 2013-402 et loi 2013-403). Les conseillers départementaux sont, à compter de ces élections, élus au scrutin majoritaire binominal mixte. Les électeurs de chaque canton élisent au Conseil départemental, nouvelle appellation du Conseil général, deux membres de sexe différent, qui se présentent en binôme de candidats. Les conseillers départementaux sont élus pour 6 ans au scrutin binominal majoritaire à deux tours, l'accès au second tour nécessitant 10 % des inscrits au 1er tour. En outre la totalité des conseillers départementaux est renouvelée. Ce nouveau mode de scrutin nécessite un redécoupage des cantons dont le nombre est divisé par deux avec arrondi à l'unité impaire supérieure si ce nombre n'est pas entier impair, assorti de conditions de seuils minimaux. Dans les Bouches-du-Rhône, le nombre de cantons passe ainsi de 57 à 29.
Le canton est entièrement inclus dans l'arrondissement de Marseille. Le bureau centralisateur est situé à Marseille.

## Représentation
| Période élective | Période élective | Mandat | Mandat   | Identité          | Nuance | Nuance | Qualité |
| ---------------- | ---------------- | ------ | -------- | ----------------- | ------ | ------ | --- |
| 2015             | 2021             | 2015   | 2021     | Jean-Noël Guérini |        | DVG    | Sénateur des Bouches-du-Rhône (depuis 1998) Ancien président du conseil général (1998-2015) Ancien conseiller général du canton de Marseille-Les Grands-Carmes (1982-2015)  |
| 2015             | 2021             | 2015   | 2021     | Lisette Narducci  |        | DVG    | Maire du IIe secteur de Marseille (2001-2020) Adjointe au maire de Marseille (depuis 2020) Ancienne conseillère générale du canton de Marseille-La Belle-de-Mai (2001-2015) |
| 2021             | 2028             | 2021   | en cours | Nouriati Djambaé  |        | EELV   | Assistante juridique, conseillère en communication, directrice de projet Conseillère municipale de Marseille                                                                |
| 2021             | 2028             | 2021   | en cours | Anthony Krehmeier |        | PS     | Maire du IIe secteur de Marseille (depuis 2020) |

### Résultats détaillés

#### Élections de mars 2015
À l'issue du 1er tour des élections départementales de 2015, deux binômes sont en ballottage : Jean-Noël Guérini et Lisette Narducci (DVG, 34,17 %) et Joël Dupuis et Jeanne Marti (FN, 23,61 %). Le taux de participation est de 39,98 % (11 592 votants sur 28 991 inscrits) contre 48,55 % au niveau départemental et 50,17 % au niveau national.
Au second tour, Jean-Noël Guérini et Lisette Narducci (DVG) sont élus avec 68,04 % des suffrages exprimés et un taux de participation de 42,02 % (7 446 voix pour 12 177 votants et 28 980 inscrits).
Lisette Narducci est membre du MRSL.

#### Élections de juin 2021
Le premier tour des élections départementales de 2021 est marqué par un très faible taux de participation (33,26 % au niveau national). Dans le canton de Marseille-2, ce taux de participation est de 23,75 % (7 309 votants sur 30 781 inscrits) contre 32,44 % au niveau départemental. À l'issue de ce premier tour, deux binômes sont en ballottage : Nouriati Djambaé et Anthony Krehmeier (Union à gauche avec des écologistes, 29,14 %) et Solange Biaggi et Martin Carvalho (Union au centre et à droite, 23,16 %).
Le second tour des élections est marqué une nouvelle fois par une abstention massive équivalente au premier tour. Les taux de participation sont de 34,3 % au niveau national, 35,52 % dans le département et 26,94 % dans le canton de Marseille-2. Nouriati Djambaé et Anthony Krehmeier (Union à gauche avec des écologistes) sont élus avec 56,85 % des suffrages exprimés (4 255 voix pour 8 296 votants et 30 791 inscrits),,.

## Composition
| Nom                               | Code Insee | Intercommunalité                   | Superficie (km2) | Population (dernière pop. légale)                 | Densité (hab./km2) | Modifier                                    |
| --------------------------------- | ---------- | ---------------------------------- | ---------------- | ------------------------------------------------- | ------------------ | ------------------------------------------- |
| Marseille (bureau centralisateur) | 13055      | Métropole d'Aix-Marseille-Provence | 240,62           | Fraction : 49 745 (2022) Commune : 877 215 (2022) | 3 646              | modifier les données · modifier les données |
| Canton de Marseille-2             | 1313       |                                    |                  | 73 898 (2022)                                     |                    | modifier les données                        |

Le canton de Marseille-2 comprend comprend la partie de la commune de Marseille située au nord et à l'ouest d'une ligne définie par l'axe des voies et limites suivantes : depuis le littoral, digue du Fort-Saint-Jean (Fort-Saint-Jean inclus), quai du Port, quai des Belges, rue de la République, rue Colbert, rue Puvis-de-Chavannes, rue Sainte-Barbe, rue Lucien-Gaillard, place Jules-Guesde, rue Bernard-du-Bois, passage reliant la rue Bernard-du-Bois au boulevard Charles-Nédelec, boulevard Charles-Nédelec, ligne droite prolongeant le boulevard Charles-Nédelec jusqu'à la rue Honnorat, rue Honnorat, boulevard National, rue Pommier, rue Lautard, rue de la Belle-de-Mai, ligne de chemin de fer de l'Estaque à Marseille, rue Levat, rue Clovis-Hugues, rue Fortuné-Jourdan, rue Despieds, rue Roger-Schiaffini, rue d'Orange, rue Séry, boulevard Leccia, rue François-Simon, ligne de chemin de fer de Paris à Marseille, traverse de Gibraltar, rue du Docteur-Léon-Perrin, boulevard Guigou, boulevard Burel, boulevard de Plombières, boulevard Ferdinand-de-Lesseps, traverse du Bachas, avenue Roger-Salengro, rue d'Anthoine, rue Cazemajou, chemin de la Madrague-Ville, traverse de la Madrague, rue de l'Alliance, boulevard Demandolx, chemin du Littoral, à l'intersection de l'autoroute A55 et du chemin du Littoral, ligne droite tracée jusqu'au Cap-Janet.

## Démographie
En 2022, le canton comptait 73 898 habitants, en évolution de +10,06 % par rapport à 2016 (Bouches-du-Rhône : +2,48 %, France hors Mayotte : +2,11 %).
| 2013   | 2018   | 2022   |
| ------ | ------ | ------ |
| 63 953 | 45 223 | 73 898 |